# Pik Rudovica
Pik Rudovica är en bergstopp i Antarktis. Den ligger i Östantarktis. Norge gör anspråk på området. Toppen på Pik Rudovica är 1 987 meter över havet.
Terrängen runt Pik Rudovica är kuperad åt sydväst, men åt nordost är den platt. Trakten är obefolkad. Det finns inga samhällen i närheten.